# Jenna Talackova
Jenna Talackova (Vancouver, 15 oktober 1988) is een model dat geboren en woonachtig is in Vancouver, Canada.
Talackova werd geboren als Walter Talackov en begon op 14-jarige leeftijd aan een hormonentherapie. In 2008 onderging zij een geslachtsoperatie. In april 2012 spraken ruim 40.000 mensen zich via een onlinepetitie uit tegen de diskwalificatie van Talackova, nadat organisatoren haar de toegang tot de 61ste editie van Miss Universe Canada hadden ontzegd. De organisatie kwam hier op terug en Talackova kon deelnemen op voorwaarde dat zij voldeed aan de in Canada geldende wettelijke vereisten voor de erkenning van het geslacht en aan de standaarden van andere internationale wedstrijden. De missverkiezing vond op 19 mei 2012 plaats in Toronto, Talackova werd niet verkozen.